# Фукуда, Рики
Рики Фукуда (яп. 福田 力; род. 6 января 1981, Гифу) — японский боец смешанного стиля, представитель средней весовой категории. Выступал на профессиональном уровне в 2004—2017 годах, известен по участию в турнирах таких бойцовских организаций как UFC, Dream, Shooto, Pancrase, Deep, Road FC и др. Владел титулами чемпиона Deep и Road FC в среднем весе.

## Биография
Рики Фукуда родился 6 января 1981 года в городе Гифу, Япония.
Во время учёбы в университете состоял в местной студенческой команде по борьбе. На межвузовских чемпионатах Японии в 2002 и 2003 годах в своей весовой категории занимал третье и второе места соответственно. Позже попробовал себя в профессиональном реслинге, присоединившись к организации Fighting of World Japan Pro Wrestling.
Дебютировал в смешанных единоборствах на профессиональном уровне в 2004 году. Первое время выступал на турнирах Shooto, Pancrase и других небольших японских организаций, где его соперниками были в основном бывшие профессиональные реслеры.
В 2007 году провёл два поединка в американской организации EliteXC, один из которых выиграл и один проиграл.
Начиная с 2008 года являлся бойцом организации Deep, где победил многих сильных бойцов. Также в это время отметился выступлением на одном из турниров Dream, взяв верх по очкам над именитым бразильцем Мурилу Руа. В 2009 году завоевал титул чемпиона Deep в средней весовой категории, который затем благополучно защитил.
Имея в послужном списке 17 побед и только 4 поражения, Фукуда привлёк к себе внимание крупнейшей бойцовской организации мира Ultimate Fighting Championship и в октябре 2010 года подписал с ней долгосрочный контракт (при этом титул чемпиона Deep оставил вакантным). Дебютировал в октагоне UFC в феврале 2011 года, встретившись с канадцем Ником Рингом. Противостояние между ними продлилось всё отведённое время, в итоге судьи, несмотря на доминирование Фукуды и выполненные им тейкдауны, отдали японскому бойцу только последний третий раунд, тогда как в двух других назвали победителем Ринга. Президент UFC Дэйна Уайт согласился с тем, что решение было спорным, и в своём аккаунте в Twitter пообещал выплатить денежный бонус за победу обоим бойцам.
На август 2011 года планировался бой против Рафаэла Натала, но Фукуда вынужден был отказаться от этого боя из-за травмы колена, полученной в ДТП. Таким образом, следующий раз он появился в клетке UFC лишь в феврале 2012 года — на домашнем турнире в Сайтаме выиграл единогласным судейским решением у Стива Кантуэлла. Также в этом году по очкам уступил Костасу Филиппу, но выиграл у Тома Дебласса.
Последний раз дрался в октагоне UFC в марте 2013 года, проиграв единогласным решением Брэду Таваресу. Вскоре стало известно, что Фукуда провалил допинг-тест, сделанный сразу после боя — в его пробе обнаружили запрещённые стимуляторы фенилпропаноламин, эфедрин и L-норпсевдоэфедрин. В итоге боец был дисквалифицирован и уволен из организации.
Покинув UFC, в 2014 году Рики Фукуда нашёл пристанище в Южной Корее, присоединившись к местной бойцовской организации Road Fighting Championship. Помимо прочего, встречался здесь с титулованным корейским дзюдоистом Юн Дон Сиком, потерпев от него поражение техническим нокаутом в первом раунде. В июле 2015 года завоевал титул чемпиона Road FC в средней весовой категории, но уже при первой же защите в январе 2016 года лишился чемпионского пояса.

## Статистика в профессиональном ММА
| Боёв 34         | Побед 24 | Поражений 9 |
| --------------- | -------- | ----------- |
| Нокаутом        | 11       | 3           |
| Сдачей          | 1        | 0           |
| Решением        | 12       | 6           |
| Не состоявшихся | 1        | 1           |

| Результат    | Рекорд   | Соперник          | Способ               | Турнир                                     | Дата             | Раунд | Время | Место             | Примечание                                      |
| ------------ | -------- | ----------------- | -------------------- | ------------------------------------------ | ---------------- | ----- | ----- | ----------------- | ----------------------------------------------- |
| Поражение    | 24-9 (1) | Ким Хун           | TKO (удары руками)   | Road Fighting Championship 40              | 15 июля 2017     | 2     | 2:38  | Сеул, Южная Корея |                                                 |
| Победа       | 24-8 (1) | Ким Нэ Чхоль      | Единогласное решение | Road Fighting Championship 36              | 11 февраля 2017  | 3     | 5:00  | Сеул, Южная Корея |                                                 |
| Поражение    | 23-8 (1) | Ча Чон Хван       | KO (удары руками)    | Road Fighting Championship 28              | 31 января 2016   | 2     | 2:36  | Сеул, Южная Корея | Лишился титула чемпиона Road FC в среднем весе. |
| Победа       | 23-7 (1) | Джон У Джин       | TKO (удары руками)   | Road Fighting Championship 24              | 25 июля 2015     | 1     | 2:52  | Токио, Япония     | Выиграл титул чемпиона Road FC в среднем весе.  |
| Победа       | 22-7 (1) | Ли Дул Хи         | TKO (удары руками)   | Road Fighting Championship 22              | 21 марта 2015    | 2     | 3:57  | Сеул, Южная Корея |                                                 |
| Не состоялся | 21-7 (1) | Ли Дул Хи         | NC (удар в пах)      | Road Fighting Championship 19              | 9 ноября 2014    | 2     | N/A   | Сеул, Южная Корея |                                                 |
| Победа       | 21-7     | Юн Дон Сик        | TKO (удары руками)   | Road Fighting Championship 16              | 26 июля 2014     | 1     | 3:36  | Куми, Южная Корея |                                                 |
| Победа       | 20-7     | Ким Хи Сон        | TKO (удары руками)   | Road FC: Korea 1                           | 18 января 2014   | 2     | 2:09  | Сеул, Южная Корея |                                                 |
| Поражение    | 19-7     | Брэд Таварес      | Единогласное решение | UFC on Fuel TV: Silva vs. Stann            | 3 марта 2013     | 3     | 5:00  | Сайтама, Япония   |                                                 |
| Победа       | 19-6     | Том Дебласс       | Единогласное решение | UFC on Fuel TV: Franklin vs. Le            | 10 ноября 2012   | 3     | 5:00  | Макао, Китай      |                                                 |
| Поражение    | 18-6     | Костас Филиппу    | Единогласное решение | UFC 148                                    | 7 июля 2012      | 3     | 5:00  | Лас-Вегас, США    |                                                 |
| Победа       | 18-5     | Стив Кантуэлл     | Единогласное решение | UFC 144                                    | 26 февраля 2012  | 3     | 5:00  | Сайтама, Япония   |                                                 |
| Поражение    | 17-5     | Ник Ринг          | Единогласное решение | UFC 127                                    | 27 февраля 2011  | 3     | 5:00  | Сидней, Австралия |                                                 |
| Победа       | 17-4     | Рюта Сакураи      | TKO (удары коленями) | Deep: 49 Impact                            | 27 августа 2010  | 2     | 0:32  | Токио, Япония     | Защитил титул чемпиона Deep в среднем весе.     |
| Победа       | 16-4     | Хиромицу Канэхара | Единогласное решение | Deep: 46 Impact                            | 28 февраля 2010  | 3     | 5:00  | Токио, Япония     | Нетитульный бой.                                |
| Победа       | 15-4     | Юити Наканиси     | Единогласное решение | Deep: 42 Impact                            | 30 июня 2009     | 3     | 5:00  | Токио, Япония     | Выиграл титул чемпиона Deep в среднем весе.     |
| Победа       | 14-4     | Мурилу Руа        | Единогласное решение | Dream 8                                    | 5 апреля 2009    | 2     | 5:00  | Нагоя, Япония     | Бой в промежуточном весе 89 кг.                 |
| Победа       | 13-4     | Рюта Сакураи      | TKO (удары руками)   | Deep: 40 Impact                            | 20 февраля 2009  | 1     | 0:45  | Токио, Япония     |                                                 |
| Победа       | 12-4     | Джейсон Джонс     | Единогласное решение | Deep: 38 Impact                            | 23 октября 2008  | 2     | 5:00  | Токио, Япония     |                                                 |
| Победа       | 11-4     | Хироки Одзаки     | Единогласное решение | Deep: 37 Impact                            | 17 августа 2008  | 2     | 5:00  | Токио, Япония     |                                                 |
| Поражение    | 10-4     | Юити Наканиси     | Единогласное решение | Deep: 35 Impact                            | 19 мая 2008      | 2     | 5:00  | Токио, Япония     | Бой за титул чемпиона Deep в среднем весе.      |
| Победа       | 10-3     | Юя Сираи          | Раздельное решение   | Deep: 35 Impact                            | 19 мая 2008      | 2     | 5:00  | Токио, Япония     |                                                 |
| Победа       | 9-3      | Рюта Сакураи      | Единогласное решение | Deep: 34 Impact                            | 22 февраля 2008  | 3     | 5:00  | Токио, Япония     |                                                 |
| Поражение    | 8-3      | Джоуи Вильясеньор | Раздельное решение   | EliteXC: Uprising                          | 15 сентября 2007 | 3     | 5:00  | Гонолулу, США     |                                                 |
| Победа       | 8-2      | Хикаро Сато       | TKO (удары руками)   | Pancrase: 2007 Neo-Blood Tournament Finals | 27 июля 2007     | 1     | 1:09  | Токио, Япония     |                                                 |
| Победа       | 7-2      | Крис Гейтс        | Сдача (удары руками) | EliteXC Destiny                            | 10 февраля 2007  | 1     | 1:18  | Саутавен, США     |                                                 |
| Победа       | 6-2      | Юдзи Сакураги     | Единогласное решение | Pancrase: 2006 Neo-Blood Tournament Finals | 28 июля 2006     | 2     | 5:00  | Токио, Япония     |                                                 |
| Победа       | 5-2      | Кэйтаро Маэда     | TKO (удары руками)   | GCM: D.O.G. 5                              | 4 апреля 2006    | 1     | 4:40  | Токио, Япония     |                                                 |
| Поражение    | 4-2      | Кодзо Урита       | KO (удар рукой)      | Pancrase: Blow 1                           | 26 января 2006   | 1     | 0:40  | Токио, Япония     |                                                 |
| Победа       | 4-1      | Юта Накамура      | TKO (удары руками)   | Pancrase: Spiral 9                         | 4 ноября 2005    | 1     | 0:57  | Токио, Япония     |                                                 |
| Победа       | 3-1      | Брэндон Вольфф    | TKO (удары руками)   | K-1: World Grand Prix Hawaii               | 29 июля 2005     | 2     | 2:49  | Гавайи, США       |                                                 |
| Победа       | 2-1      | Олег Базаев       | KO (удары руками)    | GCM: D.O.G. 2                              | 11 июня 2005     | 1     | 0:28  | Токио, Япония     |                                                 |
| Победа       | 1-1      | Масая Иноуэ       | Единогласное решение | Shooto: 1/29 in Korakuen Hall              | 29 января 2005   | 2     | 5:00  | Токио, Япония     |                                                 |
| Поражение    | 0-1      | Джо Доэрксен      | Единогласное решение | SuperBrawl 35                              | 16 апреля 2004   | 3     | 5:00  | Гонолулу, США     |                                                 |